# Kotelni
Kotelni (rusko Котельный, latinizirano: Kotel'nyj) je otok v Arktičnem oceanu, največji otok Novosibirskega otočja na severovzhodu Rusije, ki upravno spada pod republiko Jakutijo. S površino 23.165 km² je 48. največji otok na svetu.

## Geografija
Kotelni je sestavljen iz treh delov, ki so jih v 18. stoletju obravnavali kot ločene otoke: Kotelni v ožjem pomenu na zahodu in Fadejevski na zahodu, med njima pa leži Bungejeva dežela, nizka peščena ravnica, ki jo občasno prekrije morje.
Vsi novosibirski otoki so nizki, s planotami in nizkimi hribovji, ki dosegajo nekaj sto metrov nadmorske višine; najvišja točka Kotelnega je Malakatin-Tas pri 374 m n. v. Obala je razčlenjena z globokimi zalivi. Zaradi lege na skrajnem severu je podnebje ostro, površje je zato golo, permafrost, pokrit s kamnitim drobirjem, ki ga raznaša veter. Kljub temu v tundri uspeva več deset vrst lišajev in višjih rastlin ter sezonsko celo populacije sesalcev, kot sta arktični leming in severni jelen.

## Zgodovina
Otoke severno od izliva reke Jane so prvič ugledali v 18. stoletju, prvi je na Kotelni stopil trgovec Ivan Ljahov leta 1773. V naslednjih desetletjih je bilo območje podrobneje raziskano, v letih 1933–1935 pa je bila ob severozahodni obali postavljena še stalna polarna postaja. Postaja, ki je bila kasneje razširjena z vojaškim oporiščem, je delovala do razpada Sovjetske zveze leta 1993.
Rusi so znova vzpostavili stalno oporišče na zahodu Kotelnega leta 2013 in pričeli z obnovo letalskega oporišča Temp, ki bi po načrtih lahko sprejelo tudi letala velikosti Iljušina Il-76 za oskrbovanje. Aktivnost s kitajsko podporo je del širše ruske strategije nadzora in izkoriščanja arktičnih območij, kjer naj bi bila bogata nahajališča fosilnih goriv in drugih virov, zaradi segrevanja podnebja pa postaja vedno zanimivejša tudi severna pomorska pot med Evropo in Azijo, sicer še vedno odvisna od ledolomilcev. Leta 2016 so se v novo oporišče, poimenovano Severna detelja, vselili pripadniki Severne flote in vzpostavili radarski nadzor ter zračno obrambo.